# Кирильчук Андрій Володимирович
Андрі́й Володи́мирович Кирильчу́к — старший солдат Збройних Сил України, учасник російсько-української війни, що загинув у ході російського вторгнення в Україну в 2022 році.

## Життєпис
Андрій Кирильчук народився 18 листопада 1996 року в селі Ришавка (з 2020 року — Ушомирської сільської громади) Коростенського району Житомирської області. З початком повномасштабного російського вторгнення в Україну перебував на передовій. Обіймав військову посаду старшого оператора 2-го взводу протитанкових керованих ракет. Загинув Андрій Кирильчук 16 березня 2022 року. Прощання із загиблим проходило на території Ришавського старостинського округу Ушомирської сільської громади.

## Нагороди
- Орден «За мужність» III ступеня (2022, посмертно) — за особисту мужність і самовіддані дії, виявлені у захисті державного суверенітету та територіальної цілісності України, вірність військовій присязі[2].

## Ушанування пам'яті
На фасаді адміністративного приміщення в селі Ришавка 29 серпня 2022 року відкрили меморіальну дошку на честь загиблого Андрія Кирильчука, який загинув при виконанні службових обов'язків у бою за Україну.